# Ochotona dauurica
La pica dáurica (Ochotona dauurica) es una especie de mamífero lagomorfo de la familia Ochotonidae.

## Distribución geográfica
Se encuentra en China, Mongolia y Rusia.  